# Euphorbia popovii
Euphorbia popovii är en törelväxtart som beskrevs av Rotschild. Euphorbia popovii ingår i släktet törlar, och familjen törelväxter. Inga underarter finns listade i Catalogue of Life.